# John Freely
John Freely, né le 26 juin 1926 à Brooklyn, New York et mort le 20 avril 2017 est un physicien, professeur et auteur américain de livres de voyage et d'histoire populaires sur Istanbul, Athènes, Venise, la Turquie, la Grèce et l'Empire ottoman. Il est le père de l'écrivain et traductrice littéraire turco-anglaise Maureen Freely.

## Biographie
John Freely est né à Brooklyn, New York, et grandit là-bas et en Irlande. Il abandonne ses études secondaires et rejoint la marine américaine à l'âge de 17 ans pendant les deux dernières années de la Seconde Guerre mondiale, servant dans une unité commando en Birmanie et en Chine. Il fait ses études de premier cycle au collège catholique américain traditionnel, Iona College à New Rochelle, New York, dans le cadre du GI Bill,.
En 1947, il épouse Dolores « Toots » Stanley après avoir accepté de consacrer leur vie aux voyages,. Il est décédé au Royaume-Uni en 2015 et sa dépouille est enterré au cimetière protestant de Feriköy à Istanbul.

### Carrière académique
Freely obtient son doctorat en physique à l'Université de New York, puis poursuit ses études postdoctorales à l'Université d'Oxford sous la direction d'Alistair Cameron Crombie, chercheur pionnier dans l'histoire de la science européenne médiévale. L'idée principale qu'il hérite de Crombie est « la continuité de la science de l'Europe occidentale depuis l'âge des ténèbres en passant par Copernic, Galilée et Newton ». À la suite de ses travaux postdoctoraux, il se rend en 1960 à Istanbul, en Turquie, et occupe un poste au Robert College (plus tard l'Université de Boğaziçi (Bosphore)). Il y donne ensuite des cours de physique, d'histoire des sciences et d'Astronomie, notamment le cours « L'émergence de la science moderne, Orient et Occident », avec des séjours à New York, Boston, Londres, Athènes, Oxford et Venise. Il retourne à l'Université de Boğaziçi en 1993.

### Publications

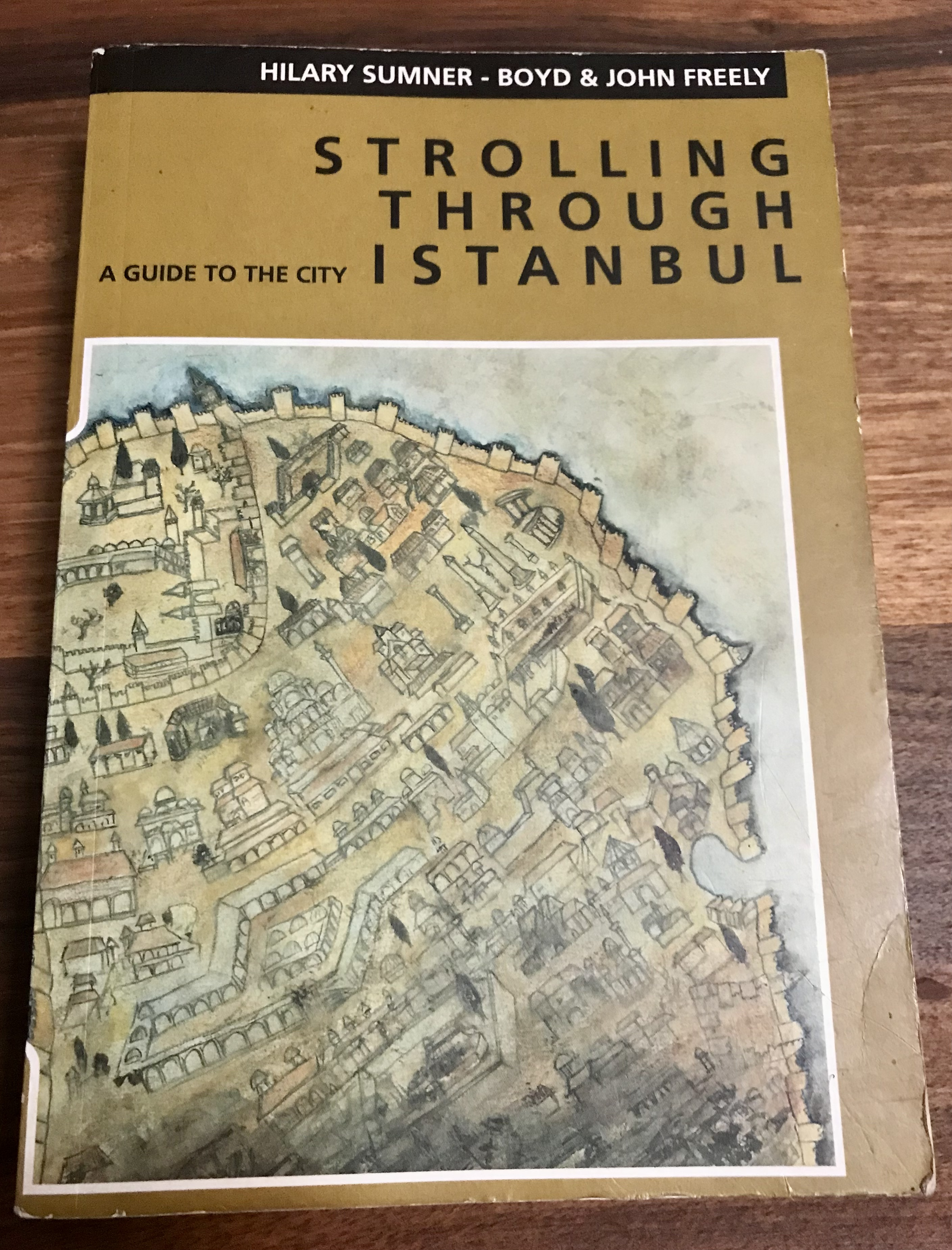
Le guide classique de John Freely et Hilary Sumner-Boyd, Strolling Through Istanbul

Freely est l'auteur de plus de 40 livres, dont beaucoup sont soit des histoires d'Istanbul et de Turquie, des récits de la vie de personnalités importantes de l'Empire ottoman ou des guides de voyage, notamment sur Istanbul. Avec Hilary Sumner-Boyd, une collègue de l'Université de Boğaziçi, publie gratuitement Strolling Through Istanbul: A Guide to the City en 1972. Bien que les ventes aient été initialement lentes, au début des années 2000, il est considéré comme un classique du genre des guides pour son mélange de rigueur académique et de style d'écriture accessible, voire vivant. Il continue d'être imprimé cinquante ans après sa publication initiale.
Parmi les sujets les plus inhabituels sur lesquels il écrit figurent la vie de Cem Sultan, le troisième fils du sultan Mehmet II qui revendique le trône ottoman mais termine sa vie en exil en Europe ; et Sabbetai Zevi, le soi-disant Messie juif de Smyrne (aujourd'hui Izmir), qui s'est finalement converti, du moins en surface, à l'islam et dont les disciples sont connus sous le nom de Dönme.

## Guide de voyage
- Strolling Through Istanbul: A Guide to the City (1972 ; 9e édition 2006), avec Hilary Sumner-Boyd ; (2009) Tauris Parke Livres brochés
- Complete Guide to Greece (1974), avec Maureen Freely, Littlehampton Book Services Ltd
- Naxos: Ariadne's Isle (1976 ; 2e édition, 1980), Lycabettus Press
- Blue Guide Istanbul (1983 ; 2e édition, 1987 ; 3e, 1991 ; 4e, 1997 ; 5e, 2000)
- Blue Guide Boston et Cambridge (1984 ; 2e édition, 1994), A & C Black Publishers Ltd
- The Companion Guide to Turkey (1984 ; 2e édition, 1996), Boydell Press
- Crète (1988), Weidenfeld & Nicolson ; nouvelle édition (1989) Nouveaux livres d'Amsterdam
- The Western Shores of Turkey: Discovering the Aegean and Mediterranean Coasts (1988), John Murray Pub Ltd ; 2e édition (2004), Tauris Parke Brochés
- Classical Turkey (1990 ; série : Guides architecturaux pour les voyageurs), Viking
- Strolling Through Athens: Fourteen Unforgettable Walks through Europe's Oldest City (1991), Penguin ; 2e édition (2004), Tauris Parke Brochés
- Strolling through Venice: The Definitive Walking Guidebook to "La Serenissima" (1994, 2e édition, 2008), Tauris Parke Brochés
- The Redhouse Guide to the Black Sea Coast of Turkey (1996) ; photographies d'Anthony E. Baker, Redhouse Press
- The Redhouse Guide to the Aegean Coast of Turkey (1996), Redhouse Press
- Crete: Discovering the "Great Island » (1998) ; Weidenfeld et Nicolson ; 2e édition (2008), Tauris Parke Brochés
- The Eastern Mediterranean Coast of Turkey (1999), Milet Publishing Ltd
- The Redhouse Guide to Western Interior of Turkey  (1999), Cadogan Guides
- The Bosphorus (1999), Milet Publishing Ltd
- Turkey Around The Marmara (1999), Guides Cadogan
- The Companion Guide to Istanbul and around the Marmara (2000), guides d'accompagnement
- GGalata: A Guide to Istanbul's Old Genoese Quarter (2000)
- The Greek Islands  (2003), John Murray Pub Ltd
- The Companion Guide to Southern Turkey  (2003), Guides compagnon
- The Princes' Isles: A Guide (2005), Islander Editions/Adali Yayinlari
- The Cyclades: Discovering the Greek Islands of the Aegean (2006), IB Tauris & Co Ltd
- The Ionian Islands: Corfu, Cephalonia and Beyond (2008), IB Tauris & Co Ltd
- Istanbul : City of Two Continents (2008), avec John Cleave, Didier Millet

## Livres
- Stamboul Sketches (1974; réimprimé par Eland en 2014)
- Istanbul : The Imperial City (1996)
- A History of Robert College: The American College for Girls and Boğaziçi University (2000), YKY, deux volumes
- Sinan: Architect of Suleyman the Magnificent and the Ottoman Golden Age (1992), avec Augusto Romano Burelli, Thames & Hudson Ltd
- Inside the Seraglio: Private Lives of the Sultans in Istanbul (1999)
- The Lost Messiah: In Search of the Mystical Rabbi Sabbatai Sevi  (2001)
- Jem Sultan : The Adventures of a Captive Turkish Prince in Renaissance Europe (2004) ; HarperCollins
- The Emergence of Modern Science, East and West (2004), Istanbul : Université Boğaziçi
- Monuments byzantins d'Istanbul (2004), avec Ahmet S. Çakmak ;  presse de l'Universite de Cambridge
- John Freely's Istanbul (2003, ill. édition 2006), Scala Publishers
- Storm on Horseback: The Seljuk Warriors of Turkey (2008) ; IB Tauris & Co Ltd
- Children of Achilles: The Greeks in Asia Minor Since the Days of Troy (2009) ; IB Tauris & Co Ltd
- The Grand Turk: Sultan Mehmet II: Conqueror of Constantinople and Master of an Empire (2009) ; Tauris Parke Livres brochés
- Aladdin's Lamp: How Greek Science Came to Europe Through the Islamic World (2009)
- Before Galileo: The Birth of Modern Science in Medieval Europe (2012)
- The Flame of Miletus: The Birth of Science in Ancient Greece (and How it Changed the World) (2012) ; IB Tauris & Co Ltd
- Light from the East: How the Science of Medieval Islam helped to shape the Western World (2010) ; IB Tauris & Co Ltd
- The Art of Exile: A Vagabond Life (2016) ; IB Tauris & Co Ltd